# Tom Shaka

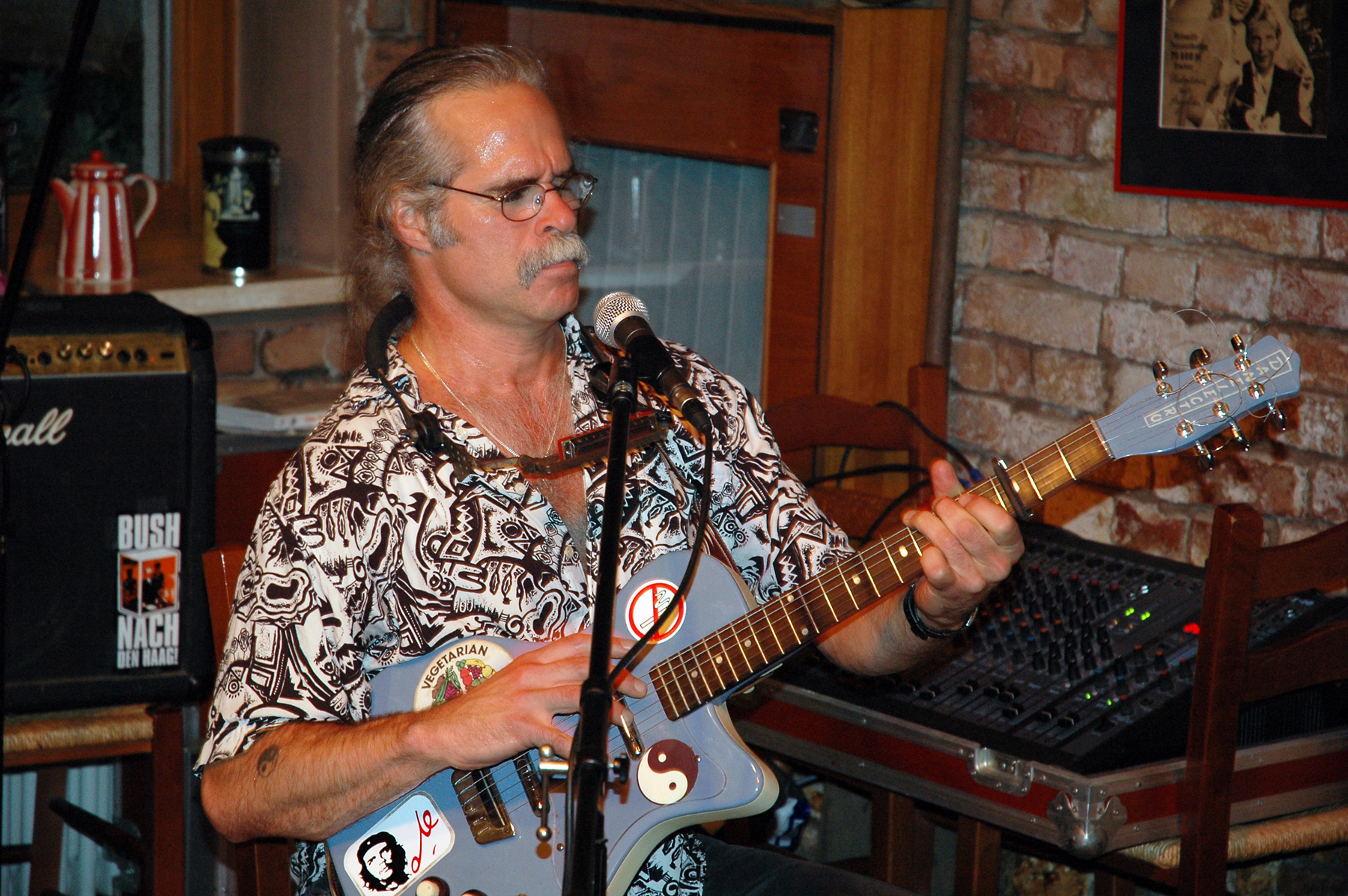
Tom Shaka am 4. Oktober 2004 bei einem Auftritt zusammen mit Tony Sheridan

Tom Shaka (Nachname eigentl.: Sciacca, * 9. April 1953 in Middletown, Connecticut) ist ein US-amerikanischer Bluesmusiker italienischer Herkunft.
Im 11. Lebensjahr erlernte Shaka das Gitarrespielen, in seinen Jugendjahren tingelte er durch die USA, bis es ihn 1976 dann nach Europa verschlug. Zuerst arbeitete er in Amsterdam, später in London als Profimusiker. Unter anderem war er als Hausmusiker in Amsterdams Rotlichtviertel tätig, wo er viel Erfahrung in der europäischen Jazz- und Bluesszene sammeln konnte. 1977 kam er nach Hamburg und wurde durch Auftritte in der Kult- und Kulturkneipe Onkel Pö, einer legendären Hamburger Institution der 1970er Jahre, bekannt. Heute lebt er in der Lüneburger Heide südlich von Hamburg. 

## Erwähnenswertes
- Tom Shaka engagiert sich politisch zu verschiedenen Themen, so in der Friedensbewegung oder „9/11 Truth Movement“.
- Tom Shaka ist seit 1975 bekennender Vegetarier
- Tom Shaka spielte mit Jazz- und Bluesmusikern wie Louisiana Red, Champion Jack Dupree, Taj Mahal, Little Willie Littlefield, Mojo Buford, Eric Burdon, Chicken Shack, Steve Baker, Tony Sheridan, Henry Heggen.

## Diskographie
Solo
- Hot’N Spicey (1994)
- Hit from the Heart (1990)
- Timeless in Blues (1995)
- Blues Magic (1997)
- Keep on Keepin on (1999)
- The Shaka Brothers: Blues Blood (2000, gemeinsam mit Bruder Bill Shaka)
- Bless my Soul (2002)
- The very Best of Tom Shaka (2003)
- Deep cut (2007)
- Delta Thunder – The Fieldrecordings (2013, Blind Lemon Records)
- Sweet & Mean (2015, Blind Lemon Records)

Mitwirkung
- Blind Lemon's Uke Party, various Artists (2018, Blind Lemon Records, mit Mikey Collins jr., Adam Franklin, Peter Funk, Hardy Lugerth, Lightnin' Wells, Thomas Schleiken)